# Shirley Walker
Shirley Anne Walker, de soltera Shirley Anne Rogers (Napa, Califòrnia, 10 d'abril de 1945 – Reno, Nevada, 30 de novembre de 2006) fou una compositora i directora d'orquestra de cinema i televisió estatunidenca. Va ser una de les poques dones compositores de partitures de pel·lícules que treballaven a Hollywood. Walker va ser una de les primeres dones compositores a obtenir un crèdit en solitari en una gran pel·lícula de Hollywood (precedida per Suzanne Ciani, que va escriure la partitura completa de la pel·lícula La increïble dona minvant el 1980, estrenada el gener de 1981) i segons Los Angeles Times, serà recordada com una pionera de les dones en la indústria cinematogràfica.
Va escriure les seves partitures de pel·lícules completament a mà. Sempre va orquestrar i dirigir les seves pròpies partitures.
El premi "Shirley Walker" de l'ASCAP (American Society of Composers, Authors and Publishers) es va crear el 2014 en honor seu.

## Biografia
Shirley Walter va néixer a Napa, Califòrnia, el 10 d'abril de 1945. Va ser solista de piano amb la Simfònica de San Francisco durant l'escola secundària, i més tard va assistir a la Universitat Estatal de San Francisco amb una beca de piano. Va estudiar composició musical amb Roger Nixon i va fer estudis de piano amb Harald Logan de Berkeley, Califòrnia. Durant diversos anys, va escriure jingles i va compondre per a pel·lícules industrials.
La carrera cinematogràfica de Walker va començar el 1979, quan va ser contractada per tocar els sintetitzadors de la partitura de Carmine Coppola per a Apocalypse Now, una remarcable pel·lícula del seu fill Francis Ford Coppola. L'any 1992, Walker es va convertir en una de les primeres dones compositores a obtenir un crèdit d'autora de la música d'una pel·lícula en solitari en una gran pel·lícula de Hollywood, per a Memoirs of an Invisible Man de John Carpenter (una de les poques pel·lícules de Carpenter que no va musicar ell mateix; Walker va col·laborar més tard amb Carpenter a Escape From LA). Shirley Walker va treballar com a compositora de nombroses produccions, incloses pel·lícules com Willard, les tres primeres pel·lícules de Final Destination i sèries de televisió com ara Falcon Crest, Space: Above and Beyond, China Beach i The Flash. Aquesta darrera va ser una de les moltes col·laboracions que Walker va fer amb el compositor Danny Elfman. Shirley va ser la seva directora en projectes com ara Scrooged i Batman.
Va ser membre de la junta (1986–1994) i vicepresidenta (1988–1992) de The Society of Composers & Lyricists (SCL), sovint negociant en nom dels compositors i per les seves condicions de treball. Hi ha articles i entrevistes escrites per i sobre Shirley Walker a la publicació de l'SCL, The Score, una publicació impresa des de 1986 per i sobre compositors i lletristes professionals de cinema/televisió/videojocs, i on Shirley oferia les seves opinions.
La seva associació amb DC Comics es va estendre a la televisió on va exercir com a compositora de Batman: The Animated Series (1992–1995), Superman: The Animated Series (1996–2000), The New Batman Adventures (1997–1999) i Batman Beyond (1999–2001); establint un estàndard per al to musical de l'Univers Animat DC.
Malgrat que molt poques dones compositores havien treballat a Hollywood en el moment de la seva mort, Shirley Walker no va ser reconeguda durant el segment "In Memoriam" dels 79è Premis de l'Acadèmia.
Walker va treballar amb Danny Elfman en moltes obres de DC Comics. Va ser directora de la pel·lícula Batman, va escriure la majoria de les partitures de Batman: The Animated Series utilitzant un tema inspirat en el d'Elfman, va escriure el pilot i tots els episodis de The Flash (el tema principal va ser escrit per Elfman) i va crear la partitura d'episodis de Batman Beyond amb Michael McCuistion, Lolita Ritmanis i Kristopher Carter. Tot i que la seva participació en l'Univers Animat DC va acabar després de Beyond, diversos dels seus temes s'utilitzarien a Justice League i Justice League Unlimited.

### Mort
Shirley Walker va morir el 30 de novembre de 2006 al Washoe Medical Center de Reno, Nevada, a causa de les complicacions d'un ictus que havia patit dues setmanes abans. Va morir només vuit mesos després de la mort del seu marit Don Walker. En el moment de la seva mort, Shirley Walker havia musicat més pel·lícules d'estudis importants que qualsevol altra dona estatunidenca. Es va celebrar un servei commemoratiu als estudis Warner Bros i es va col·locar una placa en el seu honor.

## Premis
El 1996, Shirley Walker va guanyar el seu primer premi Daytime Emmy com a directora musical de Batman: The Animated Series. Va guanyar un altre Daytime Emmy en composició musical per a Batman Beyond el 2001.
L'any 2014, l'ASCAP va presentar el seu primer premi Shirley Walker, en homenatge a aquells èxits que han contribuït a la diversitat de la música de cinema i televisió. Entre els guardonats es troben Wendy & Lisa, Germaine Franco i Deborah Lurie.

## Partitures de pel·lícules
| Any  | Títol                        | Informació | Limit | Segell                                           | Exhaurit / esgotat                                                  |
| ---- | ---------------------------- | --- | ----- | ------------------------------------------------ | ------------------------------------------------------------------- |
| 2006 | Black Christmas              | Darrera partitura abans morir. Substituint Vince Lauria. |       |                                                  | No publicat en CD                                                   |
| 2006 | Final Destination 3          | |       |                                                  | No publicat en CD                                                   |
| 2003 | Willard                      | Àlbum publicat el 2013 | 3.000 | La La Land Records                               |                                                                     |
| 2003 | Final Destination 2          | Publicat en CD promocional |       |                                                  | No publicat en CD                                                   |
| 2002 | Ritual                       | |       |                                                  | No publicat en CD                                                   |
| 2000 | Final Destination            | Partitura completa aïllada en un llançament de DVD, amb comentaris sobre les parts. També es va emetre un CD-R promocional més curt                            |       |                                                  | No publicat en CD                                                   |
| 1999 | Mystery Men                  | Només música addicional. La majoria de la música es d'Stephen Warbeck                                                                                          |       |                                                  | No publicat en CD                                                   |
| 1997 | Turbulence                   | CD publicat el 2013 | 2.000 | La La Land Records                               |                                                                     |
| 1996 | Escape from L.A.             | Coautora amb John Carpenter i Alan Howarth | No    | Milan Records                                    | Exhaurit (música ampliada publicada el 2014 per La-La Land Records) |
| 1994 | True Lies                    | Coautora amb Brad Fiedel |       | Epic Soundtrax                                   | Exhaurit                                                            |
| 1993 | Batman: Mask of the Phantasm | Partitura ampliada publicada el 2009 | 3.000 | Reprise Records (1993) La La Land Records (2009) | Exhaurit                                                            |
| 1992 | Memoirs of an Invisible Man  | Substituint Jack Nitzsche | No    | Varèse Sarabande                                 | Exhaurit                                                            |
| 1991 | Born to Ride                 | |       |                                                  | No publicat en CD                                                   |
| 1991 | White Fang                   | Només una peça. Música de Hans Zimmer i Basil Poledouris. |       | Intrada Records                                  | Esgotat                                                             |
| 1990 | Chicago Joe and the Showgirl | Tal com va declarar Walker en una entrevista, per motius legals Hans Zimmer va aparèixer als títols de crèdit, però va ser ella qui va compondre la partitura  |       |                                                  | No publicat en CD                                                   |
| 1990 | Pacific Heights              | Només música incidental. Música de Hans Zimmer. |       | Varèse Sarabande                                 | Esgotat                                                             |
| 1990 | Strike It Rich               | |       |                                                  | No publicat en CD                                                   |
| 1989 | Nightbreed                   | Només música incidental. Música de Danny Elfman. |       | MCA Records                                      | Esgotat                                                             |
| 1985 | Ghoulies                     | Coautora amb Richard Band |       | Intrada Records                                  |                                                                     |
| 1984 | The Dungeonmaster            | Coautora amb Richard Band |       | Intrada Records                                  |                                                                     |
| 1984 | Violated                     | Partitura no utilitzada |       |                                                  | No publicat en CD                                                   |
| 1983 | Touched                      | |       |                                                  | No publicat en CD                                                   |
| 1982 | The End of August            | |       |                                                  | No publicat en CD                                                   |
| 1979 | The Black Stallion           | Composició compartida amb Carmine Coppola; música incidental de: Nyle Steiner, Bill Douglass, Kenneth Nash i George Marsh. Substituint altres dos compositors. | 1.500 | Intrada Records                                  | Esgotat                                                             |

## Partitures per a televisió (selecció parcial)
| Any         | Títol                                         | Informació | Limit?         | Segell             | Exhaurit / esgotat                |
| ----------- | --------------------------------------------- | --- | -------------- | ------------------ | --------------------------------- |
| 1980        | Lou Grant                                     | Episodis: "Guns" (temporada 3) "Hazard" (temporada 3) |                |                    | No publicat en CD                 |
| 1981        | Cagney & Lacey                                | Tots els episodis: "The Rapist: part 1" "The Rapist: part 2" "The Gimp" |                |                    | No publicat en CD                 |
| 1982        | Tucker's Witch                                | Tots els episodis: "Abra Cadaver" (episodi sis) |                |                    | No publicat en CD                 |
| 1985        | Berrenger's                                   | Un episodi (títol desconegut) |                |                    | No publicat en CD                 |
| 1986        | Fluppy Dogs                                   | Animació de Walt Disney Television | Episodi: Pilot |                    | No publicat en CD                 |
| 1984 a 1988 | Falcon Crest                                  | Tots els episodis: "Pain and Pleasure" (temporada 4) "The Showdown" (temporada 4) "The Decline" (temporada 4) "Echoes" (temporada 5) "Changing Partners" (temporada 5) "Inconceivable Affairs" (temporada 5) "Checkmate" (temporada 5) "Shattered Dreams" (temporada 5) "Finders and Losers" (temporada 5) "Dangerous Ground" (temporada 5) "Tuscany Venus" (temporada 8) "Suspicion" (temporada 8) |                |                    | No publicat en CD                 |
| 1988        | Knots Landing                                 | Episodis incomplets: "The Blushing Bride" |                |                    | No publicat en CD                 |
| 1990        | Tiny Toons                                    | Partitura rebutjada per a un segment d'un episodi. |                |                    | No publicat en CD                 |
| 1990        | The Flash                                     | |                |                    | No publicat en CD                 |
| 1992        | Batman: The Animated Series                   | Més de 34 episodis més el segon tema d'obertura. El juliol de 2012, es va publicar el volum 2, un conjunt de 4 CD. Un tercer volum, també un conjunt de 4 CD, es va publicar el 2014. | 3.000          | La La Land Records | Esgotat (reeditat juliol de 2012) |
| 1994        | M.A.N.T.I.S.                                  | Partitura rebutjada, episodi desconegut. No hi ha altres partitures per a la sèrie. |                |                    | No publicat en CD                 |
| 1994        | Viper                                         | Tots els episodis (només la temporada 1): "Safe as Houses" "Firehawk" "The Face" "Wheels of Fire" "Past Tense" "Scoop" "Thief of Hearts" "Crown of Thorns" |                |                    | No publicat en CD                 |
| 1995        | Space: Above and Beyond                       | Tema i tots els episodis. | 3.000          | La La Land Records |                                   |
| 1995        | The Adventures of Captain Zoom in Outer Space | |                |                    | No publicat en CD                 |
| 1996        | Superman: The Animated Series                 | Seleccioneu episodis, tema del títol principal i elements temàtics. | 3.000          | La La Land Records |                                   |
| 1997        | Spawn: The Animated Series                    | Tema i diversos episodis (possiblement tota la temporada 1) |                |                    | No publicat en CD                 |
| 1997        | El retorn del Herbie                          | |                |                    | No publicat en CD                 |
| 1998        | Baby Monitor: Sound Of Fear                   | |                |                    | No publicat en CD                 |
| 2000        | The Others                                    | |                |                    | No publicat en CD                 |
| 2002        | Disappearance                                 | |                |                    | No publicat en CD                 |

## Treballs per a altres compositors
| Any  | Pel·lícula                               | Directora musical | Orquestradora | Compositora                    | Notes                                                                                     |
| ---- | ---------------------------------------- | ----------------- | ------------- | ------------------------------ | ----------------------------------------------------------------------------------------- |
| 1979 | The Black Stallion                       | No                | Sí            | Carmine Coppola                | També coautora                                                                            |
| 1980 | Murder in Coweta Country (TV)            | Sí                | No            | Brad Fiedel                    |                                                                                           |
| 1980 | Amber Waves (TV)                         | No                | Sí            | John Rubinstein                |                                                                                           |
| 1983 | Right of Way (TV)                        | Sí                | No            | Brad Fiedel                    |                                                                                           |
| 1983 | Metalstorm: The Destruction of Jared-Syn | Sí                | No            | Richard Band                   |                                                                                           |
| 1983 | Swordkill                                | Sí                | Sí            | Richard Band                   |                                                                                           |
| 1983 | Cujo                                     | Sí                | No            | Charles Bernstein              |                                                                                           |
| 1984 | Ragewar                                  | Sí                | No            | Richard Band                   |                                                                                           |
| 1984 | Anatomy of an Illness (TV)               | Sí                | No            | Brad Fiedel                    |                                                                                           |
| 1986 | Children of a Lesser God                 | Sí                | Sí            | Michael Convertino             |                                                                                           |
| 1987 | Malone                                   | No                | Sí            | David Newman                   |                                                                                           |
| 1988 | The Accused                              | Sí                | Sí            | Brad Fiedel                    |                                                                                           |
| 1988 | Scrooged                                 | Sí                | No            | Danny Elfman                   |                                                                                           |
| 1988 | Ernest Saves Christmas                   | No                | Sí            | Mark Snow                      |                                                                                           |
| 1988 | Little Miss 4th of July (TV)             | No                | Sí            | Mark Snow                      |                                                                                           |
| 1989 | National Lampoon's Christmas Vacation    | No                | No            | Angelo Badalamenti             | No acreditada                                                                             |
| 1989 | Batman                                   | Sí                | Sí            | Danny Elfman                   | També coautora                                                                            |
| 1989 | Fletch Lives                             | Sí                | No            | Harold Faltermeyer             |                                                                                           |
| 1989 | Immediate Family                         | Sí                | No            | Brad Fiedel                    |                                                                                           |
| 1989 | Red Earth, White Earth (TV)              | No                | Sí            | Ralph Grierson                 |                                                                                           |
| 1989 | Paint It Black                           | Sí                | Sí            | Jürgen Knieper                 |                                                                                           |
| 1989 | Kill Me Again                            | Sí                | No            | William Olvis                  |                                                                                           |
| 1989 | Black Rain                               | Sí                | Sí            | Hans Zimmer                    |                                                                                           |
| 1990 | Teenage Mutant Ninja Turtles             | No                | No            | John Du Prez                   | No acreditada                                                                             |
| 1990 | Nightbreed                               | Sí                | Sí            | Danny Elfman                   | També coautora                                                                            |
| 1990 | Dick Tracy                               | Sí                | Sí            | Danny Elfman                   |                                                                                           |
| 1990 | Edward Scissorhands                      | Sí                | No            | Danny Elfman                   |                                                                                           |
| 1990 | Defending Your Life                      | Sí                | Sí            | Michael Gore                   |                                                                                           |
| 1990 | Arachnophobia                            | Sí                | Sí            | Trevor Jones                   |                                                                                           |
| 1990 | El Diablo (TV)                           | Sí                | Sí            | William Olvis                  |                                                                                           |
| 1990 | Child's Play 2                           | Sí                | Sí            | Graeme Revell                  |                                                                                           |
| 1990 | Bird on a Wire                           | Sí                | Sí            | Hans Zimmer                    |                                                                                           |
| 1990 | Days of Thunder                          | Sí                | Sí            | Hans Zimmer                    |                                                                                           |
| 1990 | Pacific Heights                          | Sí                | Sí            | Hans Zimmer                    | També coautora                                                                            |
| 1991 | The Butcher's Wife                       | Sí                | Sí            | Michael Gore                   |                                                                                           |
| 1991 | True Identity                            | Sí                | No            | Marc Marder                    |                                                                                           |
| 1991 | White Fang                               | Sí                | Sí            | Basil Poledouris & Hans Zimmer |                                                                                           |
| 1991 | Backdraft                                | Sí                | Sí            | Hans Zimmer                    |                                                                                           |
| 1992 | Article 99                               | Sí                | No            | Danny Elfman                   |                                                                                           |
| 1992 | Gladiator                                | Sí                | No            | Brad Fiedel                    |                                                                                           |
| 1992 | Straight Talk                            | Sí                | No            | Brad Fiedel                    |                                                                                           |
| 1992 | Radio Flyer                              | Sí                | Sí            | Hans Zimmer                    |                                                                                           |
| 1992 | A League of Their Own                    | Sí                | Sí            | Hans Zimmer                    |                                                                                           |
| 1992 | Toys                                     | Sí                | Sí            | Hans Zimmer                    |                                                                                           |
| 1993 | The Real McCoy                           | Sí                | No            | Brad Fiedel                    |                                                                                           |
| 1993 | Striking Distance                        | Sí                | Sí            | Brad Fiedel                    |                                                                                           |
| 1994 | Renaissance Man                          | Sí                | No            | Hans Zimmer                    |                                                                                           |
| 1994 | True Lies                                | Sí                | Sí            | Brad Fiedel                    |                                                                                           |
| 1995 | Bad Company                              | No                | Sí            | Carter Burwell                 |                                                                                           |
| 1995 | A Goofy Movie                            | Sí                | Sí            | Carter Burwell i Don Davis     | Només la partitura de Burwell. Don Davis va orquestrar i dirigir les seves pròpies pistes |
| 1995 | Johnny Mnemonic                          | No                | No            | Brad Fiedel                    | No acreditada                                                                             |
| 1995 | Batman Forever                           | No                | No            | Elliot Goldenthal              | No acreditada                                                                             |
| 1995 | Free Willy 2: The Adventure Home         | Sí                | No            | Basil Poledouris               |                                                                                           |
| 1996 | Fear                                     | Sí                | Sí            | Carter Burwell                 | Últim treball d'orquestració per a un altre compositor                                    |
| 1996 | Eden                                     | Sí                | No            | Brad Fiedel                    |                                                                                           |
| 1996 | Rasputin (TV)                            | Sí                | No            | Brad Fiedel                    | Últim treball de direcció per a un altre compositor                                       |